# Steffen Osvath
Steffen Wilhelm Osvath (* 9. Juni 1978 in Aalen) ist ein deutscher Objekt- und Fotografiekünstler. Er lebt und arbeitet in Stuttgart und Aalen.

## Leben
Nach einem abgebrochenen Studium an der PH Schwäbisch Gmünd ging Osvath 2000 an die Haller Akademie der Künste in Schwäbisch Hall, ein Jahr später an die Staatliche Akademie der Bildenden Künste Stuttgart. Dort studierte er Kunsterziehung bei Wolfhart Hähnel in der Fachklasse Werken bis zum Staatsexamen 2007. Danach studierte er Intermediales Gestalten bei Joachim Fleischer bis zum Staatsexamen 2010. Anfang 2018 gründet er mit Liane Preuß die Microssage, eine mobile Galerie.

## Werk
Osvath prägt für seine Arbeiten den Begriff der Fotodelere, was sich aus dem Lateinischen ableitet (delere: tilgen, mindern, zerstören).
Osvath ruiniert die tägliche Oberflächlichkeit. Er bedient sich anonymer, fotografischer Familienfundstücke: Peinliches, Privates, Banales „korrigiert“ zu offenen Alltagsinfernos. Seine Eingriffe sind dabei mal offensichtlich, mal leicht überhörbar.
Steffen Osvath wendet sich bei seiner Suche nach Fotografien gerade solchen Aufnahmen zu, die dem öffentlichen Blick nicht zugedacht waren. Es sind labile physische und psychologische Momente, die nach der künstlerischen Überarbeitung jedoch kaum mehr auf die Innerlichkeit der dargestellten Person verweisen, sondern vielmehr auf die gesellschaftlichen Gegebenheiten innerhalb welcher diese Fotografien entstehen und schließlich verloren gehen konnten.
Die durch Zeit und Künstler hervorgerufene personale Abwesenheit steigert sich paradoxerweise in eine doppeldeutige Präsenz. Bilder von Familienfeiern, Kindern, alten Menschen, Soldaten und Akten prägen sich dem Betrachter ein. Sie fließen vor unseren Augen zusammen und ergeben eine soziokulturelle Typologie, wobei sich jeder Betrachter eine Geschichte individuell in seinem Kopf konstruiert. Eine Wandergruppe verwandelt sich neben dem Soldaten zur Flüchtlingstruppe, neben der blinden Frau werden die Wanderer zu Lemmingen, die ins Nirgendwo marschieren. Die Zeitkomponente löst sich auf und ist zugleich Rückblick, Ansicht wie auch Aussicht.
In diesem Zusammenhang steht die Fotodelere-Serie modellhaft für unsere Gesellschaft.
Es ist eine kollektiv vollzogene Umdeutung und Übermalung des menschgegebenen Urgrauens.
Als Zusammenfassung für seinen Werkbestand erfindet Osvath den Begriff Ossidee, der sich aus seinem Namen, der Idee und einer Odyssee zusammensetzt.

## Ausstellungen (Auswahl)
- 2006 Szenenapplaus, Schloss Hohenheim
- 2007 Menschenbilder, Künstlerhaus Stuttgart
- 2008 75 Jahre Bücherverbrennung, FFF – Feme, Feuer, Fanatismus, Mohr Villa Freimann, München
- 2008 Pusteblume, Galerie Parrotta Contemporary Art, Berlin
- 2008 Momente der Freiheit, Friedrich-Naumann-Stiftung für den Frieden, Potsdam
- 2009 Sodom forte, Galerie Oberwelt e.V., Stuttgart
- 2009 Amsterdam Biennale
- 2010 Fröhliche Gesellschaft, Galerie Parrotta Contemporary Art Stuttgart
- 2010 Das Vertraute Unvertraute, Württembergischer Kunstverein Stuttgart
- 2011 Vivre, l´homme et la bete, Art BFC, Montigny, FRANCE
- 2012 Dunkel erinnert, Galerie OutOfMyMind, Bremen
- 2012 Ego non te baptisto in nomine…, Syndicat Potentiel, Strasbourg
- 2013 Fotozone, Galerie Art+Antik, Stuttgart
- 2013 Beruhigt, Goethe-Institut, Izmir
- 2014 Underground, Fort du Schoenenbourg, La Ligne Maginot, Alsace
- 2014 Entdeckung, Kunst- und Gewerbeverein Regensburg e.V.
- 2016 Nothing Special, Gustav Siegle Haus, Stuttgart
- 2016 Plain Vanilla, Naked Eye Gallery, Brighton
- 2016 Bei Ankunft Kuss, IG Kunst Gaildorf
- 2016 Stories, Kunsthaus Viernheim
- 2017 Burn out - Art can´t save us now, Galerie Art+Antik, Stuttgart
- 2018 Microssage - Start der Kunsttour, Arbeitskreis Bildende Kunst an städtischen Galerien und Museen im Museumsverband Baden-Württemberg
- 2019 Südgipfel, Platform München
- 2020 Out of the dark, Galerie der Stadt Sindelfingen